# Höllensteinhaus
Das Höllensteinhaus ist eine Schutzhütte der Naturfreunde Österreich auf dem Gemeindegebiet der Marktgemeinde Kaltenleutgeben auf dem Gipfel des 645 m ü. A. hohen Höllensteins im Wienerwald und wurde 1924 direkt ostseitig an den 1880 eröffneten Julienturm angebaut.

## Geschichte
Anfang des 20. Jahrhunderts errichtete der 1877 gegründete Mödlinger „Verein der Naturfreunde“, dem auch der Julienturm gehörte, ostseitig von diesem einen kleinen Anbau. Nach dem Ersten Weltkrieg kam Turm und Anbau in den Besitz des 1895 gegründeten „Touristenverein Die Naturfreunde“. 1924 wurde von diesen der kleine Anbau abgerissen und das neue Höllensteinhaus errichtet.

Das Höllensteinhaus brannte im Juni 2007 zweimal ab – am 23. teilweise und in der Nacht auf den 26. bis auf die Grundmauern. Das Haus wurde wieder instand gesetzt und nach über zwei Jahren fand am 20. September 2009 die feierliche Wiedereröffnung statt.

## Julienturm
Der Julienturm ist eine gemauerte Aussichtswarte und wurde von dem am 6. Mai 1877 gegründeten Mödlinger „Verein der Naturfreunde“ um 1880 errichtet. Benannt ist er nach Julie Regenhart von Zápory, der Gattin von Franz Ritter Regenhart von Zápory, der rund die Hälfte der Errichtungskosten spendete. 1896 wurde der Turm umgebaut und um rund 4 Meter erhöht.

## Bildergalerie

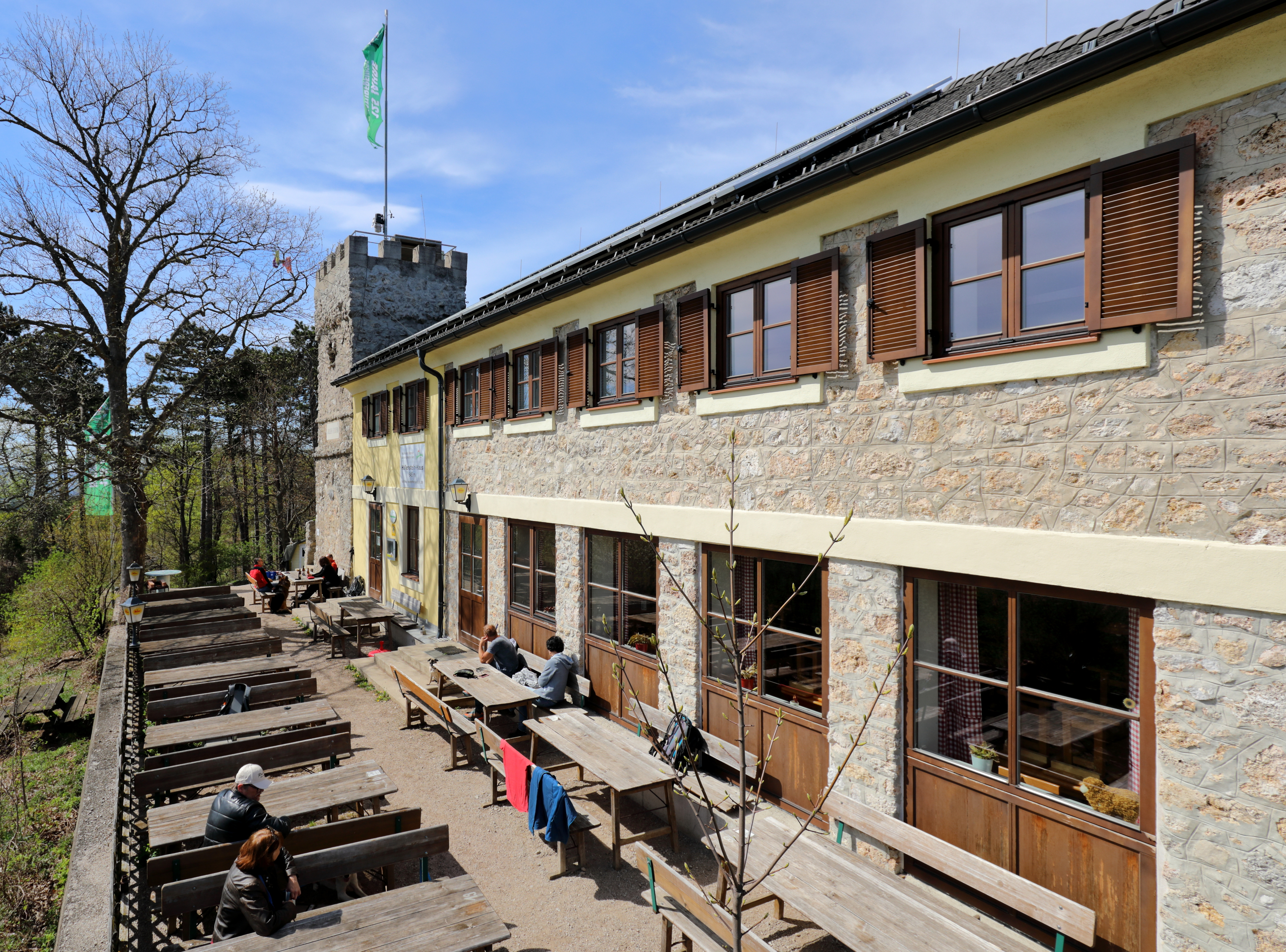
Südseitige Hausfassade mit Terrasse
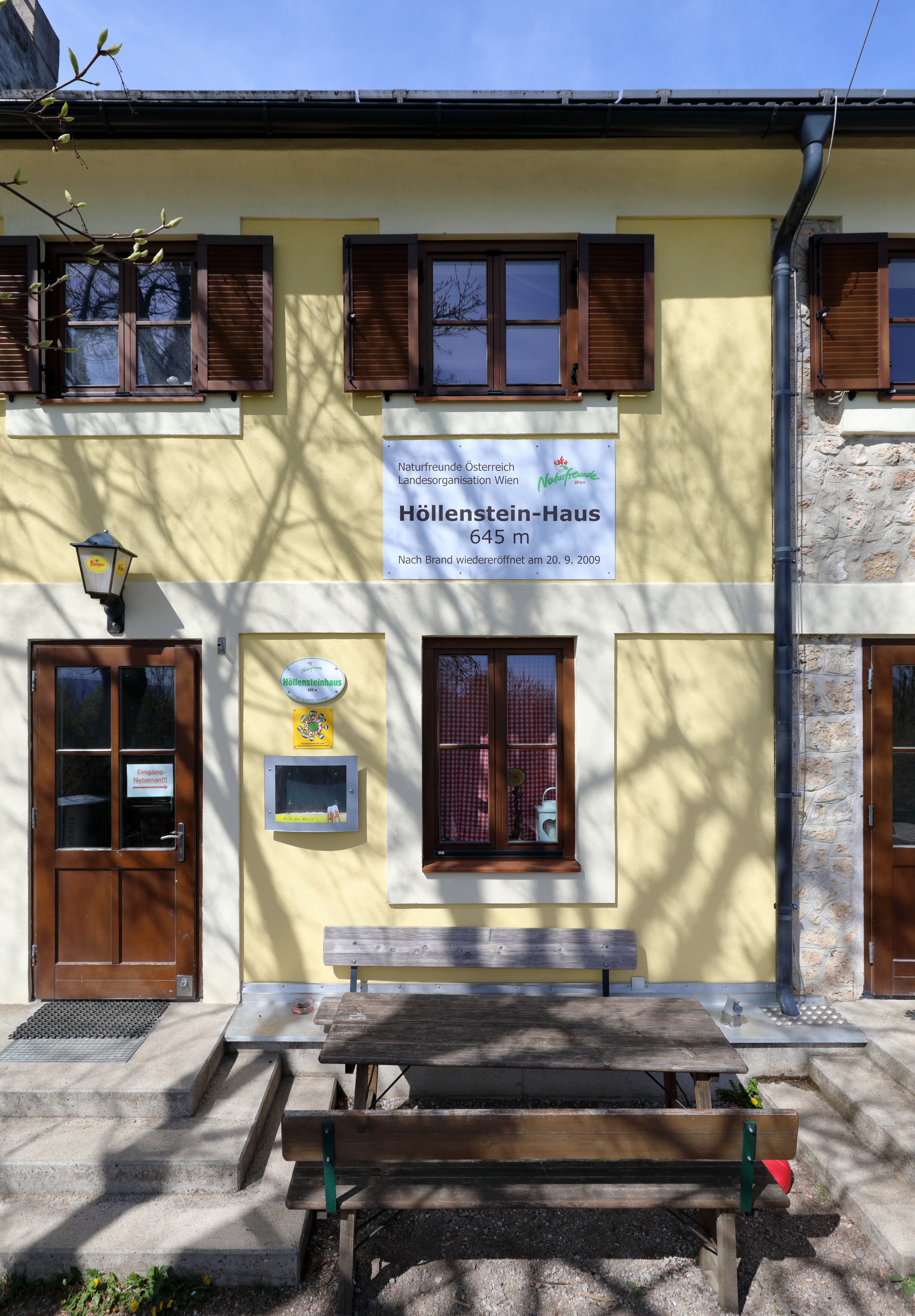
Infotafel an der Hausfassade
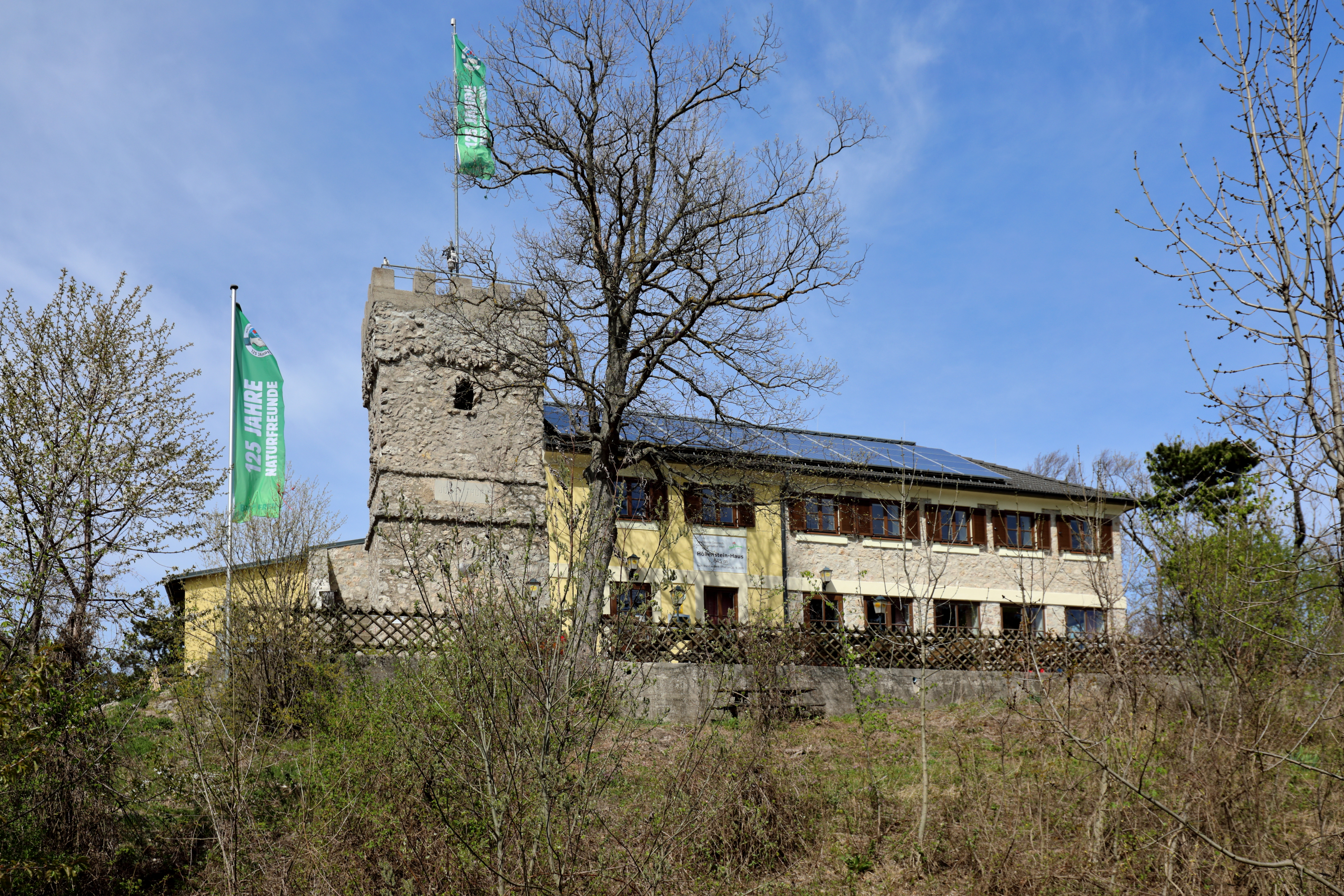
Südansicht mit Beflaggung „125 Jahre Naturfreunde“

## Aufstiege
- Von Rodaun (Endstelle der Straßenbahn Linie 60), Gehzeit 2 1/4 Stunden
- Von Gießhübl (Busendstelle), rund 230 Höhenmeter, Gehzeit 1 1/2 Stunden
- Von Kaltenleutgeben (Bus), rund 280 Höhenmeter, Gehzeit 1 1/4 Stunden
- Von Wassergspreng, rund 285 Höhenmeter, Gehzeit 1 Stunde
- Von Sulz/Sittendorf
- Von Perchtoldsdorf